# Interfície física
Una interfície física és aquell mitjà usat per a la connexió d'un ordinador amb el mitjà de transport de la Xarxa informàtica. Això pot ser un mòdem, una targeta de xarxa, un port sèrie, enllaç infraroig, una connexió fil, etc. S'utilitza aquesta expressió per no referir-se a cap mitjà o tipus de connexió en concret, així es refereix al dispositiu pel qual s'accedeix a la xarxa de forma genèrica.